# 迷走神経

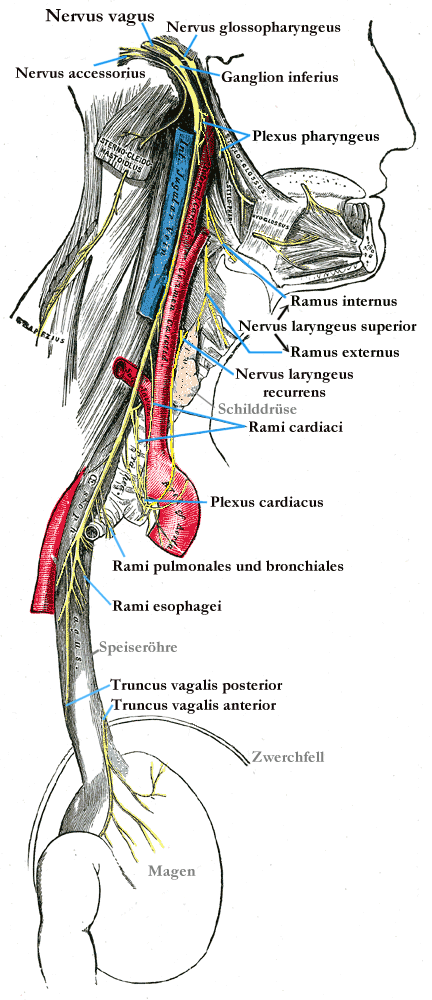
迷走神経 Nervus vagus の腹部内臓へ至る分布

迷走神経（めいそうしんけい、英：vagus nerve、羅：nervus vagus）は、12対ある脳神経の一つであり、第X脳神経とも呼ばれる。副交感神経の代表的な神経。複雑な走行を示し、頸部と胸部内臓、さらには腹部内臓にまで分布する。脳神経中最大の分布領域を持ち、主として副交感神経繊維からなるが、交感神経とも拮抗し、声帯、心臓、胃腸、消化腺の運動、分泌を支配する。多数に枝分れしてきわめて複雑な経路を示すのでこの名がある。

## 概要

延髄における迷走神経の起始部。迷走神経背側核、疑核、孤束核を含む。

迷走神経は脳神経の中で唯一腹部にまで到達する神経である。迷走神経（Nervus Vagus）の「Vagus」とは中世のラテン語で、放浪している事を意味する。
迷走神経は下部延髄に起こり（終わり）、各臓器に広く分布する多数の枝を延ばす。首から腹（消化器における下端は横行結腸右1/3）までのほとんど全ての内臓の運動神経と副交感性の知覚神経が迷走神経の支配である。機能的には心拍数の調整、胃腸の蠕動運動、発汗や発話、大動脈小体における血中ガス分圧の感知、外耳道の体性感覚等に関与する。
主に副交感神経性線維であるが、関与する線維の神経核は迷走神経背側核、疑核 nucleus ambiguus、孤束核 solitary nucleus など多彩である。
また、胸腔内で遠心性繊維を含む反回神経を分岐する。反回神経は反転して上行し、口蓋帆挙筋、耳管咽頭筋、茎突咽頭筋、口蓋舌筋、口蓋咽頭筋、上咽頭収縮筋、中咽頭収縮筋、下咽頭収縮筋、鰓弓筋等を支配している。このことは、口でも迷走神経が多くの筋肉を支配し、発話や咽頭を開くことにきわめて重大な役割を担っていることを示す。
直接の枝としては、硬膜枝、上神経節、下神経節、鰓弓神経、腸骨枝、耳介枝、咽頭枝、咽頭神経叢、喉頭神経、上頚心臓枝、下頚心臓枝、気管枝、食道枝、胸心臓神経、気管支枝、肺神経叢、食道神経叢、前迷走神経幹、前胃枝、胃小弯前神経、肝枝、幽門枝、後迷走神経幹、後胃枝、胃小弯後神経、腹腔枝、腹腔神経叢、腎枝に分枝する。
知覚枝は外耳道後下壁、鼓膜の後半部、および耳介、乳様突起それぞれの付け根の間の小部分、後頭蓋窩の脳硬膜、食道、気管、気管支、咽頭からの表在知覚を伝える。また胸部臓器、腹部臓器からの内臓知覚の一部を伝え、孤束もしくは孤束核へ至る。
運動枝は軟口蓋、咽頭、咽頭筋のほとんどを支配し、その神経細胞体は延髄被蓋の疑核にある。
遠心性副交感神経枝はほとんどが背側運動核 dorsal motor nucleus に始まり、内臓運動枝 general visceral efferent fiber として骨盤臓器以外の全臓器に分岐する。

## 迷走・迷走神経反射
迷走・迷走神経反射（英：vagovagal reflex、独：parasympathischer Reflex）、もしくは単に迷走神経反射は、外界刺激が迷走神経の求心性線維により中枢に伝わり、遠心性線維が生命維持のために末梢各臓器もしくは効果器に防衛反応を形成する反射である。
血管迷走神経反射性失神は、迷走神経反射の過剰のために徐脈と脳血流不足を来たし意識を失う発作である。また、息をこらえることで意図的に動悸を鎮めるValsalva法は迷走神経反射を利用したものである。

### 神経原性ショック
神経原性ショック（英：neurogenic shock、独：neurogener Schock）は神経系の障害もしくは刺激により血圧が低下した状態である。
狭義の神経原性ショックは疼痛や精神的衝撃などによるもので、三叉・迷走神経反射により全身の血管拡張、徐脈、血圧低下が起こる脈管性減圧性失神 vasodepressor syncope に含まれるものが多く、外傷直後の1次ショックもこれに属する。
広義の神経原性ショックには循環調節に関与する神経機構が損なわれて起こる急性循環障害を含む。これは頭部外傷、脳出血などの脳障害によるショック、急性脊髄損傷から起こる脊髄性ショック、脊髄麻酔によるショック、神経節遮断薬や交感神経抑制薬によるショックの他、起立性低血圧や頸動脈洞症候群などに見られるショックに類するものなどである。本態は多くの場合、急激な末梢血管床拡張に伴う血圧低下と心拍出量減少であり、治療は末梢血管の緊張回復を主とする。

### 歯科治療における血管迷走神経反射
歯科治療現場では、治療に対する不安、恐怖、極度の緊張に痛み刺激が加わることで、迷走神経が緊張状態となり発症する全身的偶発症があることが知られており、過去にはデンタル・ショック、神経原性ショック、疼痛性ショック、脳貧血発作、三叉迷走神経反射などと呼ばれていた。本病態は一過性の血圧低下と徐脈の頻度が高い。ショックは「急性循環不全により組織灌流が著明に減少し、細胞機能が障害を受け、最終的には多臓器不全に陥る」と定義される。適切な局所麻酔を行う処置において最も多く発生し、アメリカ合衆国では局所麻酔を行った患者のうち、0.65%に発生したと報告されている。発症頻度は男性に比べて女性の方が高く、若年者でより発症頻度が高い。